# 158. østlige længdekreds
Den 158. østlige længdekreds (eller 158 grader østlig længde) er en længdekreds, der ligger 158 grader øst for nulmeridianen. Den løber gennem Ishavet, Asien, Stillehavet, Australasien, det Sydlige Ishav og Antarktis.